# László Klausz
László Klausz est un ancien footballeur hongrois né le 24 juin 1971 à Győr. International hongrois, il a passé sa carrière entre les championnats autrichien et hongrois mais il a également joué en France avec le FC Sochaux et en Allemagne avec le Waldhof Mannheim.
Arrivé pendant la trêve hivernal pendant la saison 1996-1997 à Salzbourg, il remporte le titre de champion d'Autriche avec ce club.

## Palmarès
- Champion d'Autriche 1997

## Buts internationaux
|    | Date              | Lieu              | Adversaire          | Résultat | Compétition                               |
| -- | ----------------- | ----------------- | ------------------- | -------- | ----------------------------------------- |
| 1. | 4 mai 1994        | Cracovie, Pologne | Pologne             | 2-3      | Amical                                    |
| 2. | 14 décembre 1994  | Mexico, Mexique   | Mexique             | 1-5      | Amical                                    |
| 3. | 14 août 1996      | Budapest, Hongrie | Émirats arabes unis | 3-1      | Amical                                    |
| 4. | 2 avril 1997      | Budapest, Hongrie | Australie           | 1-3      | Amical                                    |
| 5. | 20 août 1997      | Budapest, Hongrie | Suisse              | 1-1      | Qualification pour la coupe du monde 1998 |
| 6. | 10 septembre 1997 | Budapest, Hongrie | Azerbaïdjan         | 3-1      | Qualification pour la coupe du monde 1998 |